# 瑞浪市コミュニティバス
瑞浪市コミュニティバス（みずなみしコミュニティバス）は、岐阜県瑞浪市が平和コーポレーションに委託して運行しているコミュニティバスである。東濃鉄道の廃止路線を引き継いだ路線を中心とする路線を運行している。

## 路線・ルート・運行日
- 瑞浪中央線（旧循環線）（毎日運行）
瑞浪駅前⇔東濃厚生病院前⇔大法原団地⇔高月町⇔東濃厚生病院前⇔瑞浪駅前
- 山田線（旧循環線）（毎日運行　一部土・日・祭日運休）
瑞浪駅前⇔東濃厚生病院前⇔五色⇔下山田団地⇔小田北⇔東濃厚生病院前⇔瑞浪駅前
瑞浪駅前→東濃厚生病院前→五色→瑞浪クリエイションパーク
- 釜戸＝大湫線（平日運行　　土・日・祭日運休）
八瀬沢⇔大湫⇔桜堂⇔市原⇔東濃厚生病院前⇔瑞浪駅前
- 釜戸＝平山線（平日運行　土・日・祭日・春・夏・冬休み期間運休）
滝上（平山口）⇔釜戸駅前⇔JA釜戸支店前
- 萩原線（平日運行　土・日・祭日運休）
仲ヶ平⇔萩原大草⇔学園台⇔東濃厚生病院前⇔瑞浪駅前
- 日吉線（平日運行　土・日・祭日運休）
瑞浪衛生センター→深沢→細久手→旧明世観月荘前→東濃厚生病院前→瑞浪駅前

瑞浪駅前→旧明世観月荘前→平岩公民館→田高井→箕打→細久手 
細久手→箕打→田高戸→平岩公民館→瑞浪駅前→東濃厚生病院前
細久手⇔箕打⇔田高戸⇔平岩公民館⇔瑞浪駅前 
三和の郷⇔北野⇔瑞浪衛生センター⇔深沢⇔細久手⇔半原⇔東濃厚生病院前⇔瑞浪駅前 
半原野菜売場前⇔日吉小学校前
- 土岐線 （旧市原=桜堂循環線）（平日運行　土・日・祭日運休）
瑞浪駅前⇔東濃厚生病院前⇔桜堂⇔一日市場⇔東濃厚生病院前⇔瑞浪駅前
- 学校線 （平日運行　春・夏・冬休み期間と土・日・祭日運休）
瑞浪駅前→中京高校前→瑞浪高校前
- 陶線（平日運行　土・日・祭日運休）
藤塚⇔陶幼稚園⇔陶コミュニティセンター⇔サニーヒルズ
（上記路線はすべて、12月30日～1月3日まで運休・暴風警報発令時運休）

## 運賃
瑞浪中央線（旧循環線）・山田線（旧循環線）・陶線・釜戸＝平山線・益見線は100円
日吉線・萩原線・釜戸＝大湫線・土岐線（（旧・市原＝桜堂循環線）は100円～400円
中学生以下無料

## 車両
- 日野・ポンチョ （平和コーポレーション所有）
- 日野・リエッセⅡショート(平和コーポレーション所有)
- 三菱ふそう・ローザ（平和コーポレーション所有）
- トヨタ・ハイエース（平和コーポレーション所有）

## 廃車・過去使用された車両
- 三菱ふそう・エアロミディMJ ブルーリバー号 白色1台（瑞浪市所有）
- いすゞ・エルガミオ7m ブルーリーバー号II 黄色1台（瑞浪市所有）
- 日野・ポンチョ　ブルーリーバー号　ブルーリーバー号Ⅱ (瑞浪市所有)
- 三菱ふそう・エアロミディMJ 観光型（平和コーポレーション所有）
- 三菱ふそう・エアロミディ 送迎型　平和コーポレーションに委託変更時日吉線に使用されていた（平和コーポレーション所有）

## 歴史
- 1998年10月2日：新車両として、新たに、ブルーリバー号を運行。このバスは、路線バス廃止に伴う代替バスである。
- 1999年10月1日：循環線（瑞浪中央線）を試行運行。毎日右回り2回、左回り1回運行。料金100円。
- 2000年4月1日：時刻再編。循環線（瑞浪中央線）の時刻を9：55から8：45に変更。釜戸＝大湫線で釜戸駅前発の運行を開始。
- 2001年2月：新車両としてブルーリバー号IIを現行ダイヤに投入
- 2001年4月1日：瑞浪市自主運行バスが大幅改正。循環線（瑞浪中央線）の停留所の数が16から23と増える。新たに市原＝桜堂循環線（市原＝名滝線）と市民公園線（循環線から分離）を開業し、3路線となる。運賃は100円となる。一部通常時の下校使用便の代わりに学校行事（始業式・終業式・卒業式）による特別ダイヤを採用して児童生徒の下校時の便を確保。また一部夏ダイヤ、冬ダイヤを充実させた。瑞浪駅発、木の暮・下沢経由釜戸郵便局前行きを午後1便増便した。また釜戸＝大湫線のルートに細久手・大湫間を追加した。

- 2002年9月1日：瑞浪市自主運行バスの運行会社を東濃鉄道から平和コーポレーションに変更。日吉線は土・日・祭日運休となる。
- 2002年10月1日：東濃鉄道バス日吉線が廃止され、日吉線が自主運行バスに一本化される。
- 2003年4月1日：瑞浪市コミュニティバスが大幅再編。山田線・陶線を新設（どちらも、土・日・祭日運休。100円）。市民公園線を廃止。市原＝桜堂循環線（市原＝名滝線）の運賃を、100円からエリア料金（最高400円）に変更。春・夏・冬休みに臨時便を日吉線・釜戸＝大湫線・萩原線・陶線で運行。（試験運行）
- 2003年10月1日：瑞浪市コミュニティバスが本格スタート。日吉線では、深沢発着と平岩経由ができる。萩原線が萩原大草から仲ヶ平まで延長。陶線を循環運行から折り返し運行に変更。
- 2004年4月1日：時刻再編。釜戸＝大湫線、上萩之島公民館まで延長。
- 2005年4月：時刻再編
- 2005年10月：山田線がクリエイションパークまで、延長。
- 2006年4月：大幅再編。臨時便（春・夏・冬休み運行）日吉線・釜戸＝大湫線が増便。萩原線・陶線は、普通ダイヤで運行。山田線は土・日・祭日も運行（一部運休）。
- 2007年4月：時刻再編。
- 2008年4月：時刻再編。瑞浪中央線と市原＝名滝線、萩原線に「益見バロー前」バス停と「市役所北」バス停を新設。山田線に「中原東」バス停を、釜戸＝大湫線に「記念碑前」バス停を新設。日吉線の「明世温泉前」「明世温泉口」バス停をそれぞれ「明世観月荘前」「山野内」に改称。また、ダイヤ時間を変更。
- 2009年4月：時刻再編。山田線に入ヶ洞バス停と明賀台口バス停を、釜戸＝平山線に川戸バス停を新設。萩原線の「バロー稲津店前」バス停を「神戸」に改称。
- 2010年4月：時刻再編。瑞浪中央線の「たかさご温泉」バス停を「市場」に改称。釜戸＝大湫線に「神田公民館南」バス停を新設。萩原線の大牧バス停の位置変更。
- 2010年4月20日：日吉線17時45分発の明世温泉経由細久手行きのバスが、18時頃に山野内～明世観月荘前の間で起こった土砂崩れに巻き込まれて後部のガラスが割れ、2人が軽傷を負う。明世温泉経由は3日間市民公園に迂回運行になり、ブルーリーバー号IIが2か月程修理で運用離脱となる。
- 2011年4月：時刻再編。
- 2012年4月：時刻再編。新車両としてブルーリバー号を現行ダイヤに投入（日野ポンチョ）
- 2012年12月：新車両としてブルーリバー号IIを現行ダイヤに投入（日野ポンチョ）
- 2013年4月：時刻再編。市原＝名滝線を廃止して名滝＝市原線と名滝＝一日市場線の運行を開始。「きなぁた瑞浪」バス停を新設。萩原線に「上山田」バス停新設。釜戸＝大湫線と釜戸＝平山線の「釜戸小学校前」バス停を「JA釜戸支店前」に改称。
- 2016年10月：時刻再編。デマンド交通導入により日吉線の一部の便を廃止。日吉明世ルート・大湫日吉東部ルート新設
- 2017年4月：時刻再編。名滝・市原線と名滝・一日市場線を益見線と土岐線に改称。きなぁた瑞浪への乗り入れを廃止し、「桜堂」バス停を「桜堂きなぁた瑞浪」に改称。「みずなみ陶生苑前」「高屋」バス停が開業。季節ダイヤを廃止して通年ダイヤに変更。デマンド交通導入により釜戸＝大湫線の一部の便を廃止し、釜戸ルート新設
- 2019年4月：時刻再編。
- 2020年4月：時刻再編。日吉線の「天神前」バス停を廃止。日吉線の「三和の郷」バス停を新設。日吉線の上り始発を「北野神社前」バス停から「三和の郷」バス停に変更。
- 2021年4月：時刻再編。土岐線と釜戸＝大湫線の「日焼田橋」バス停と「浄水場跡」バス停を廃止。土岐線と釜戸＝大湫線に「日焼田橋南」バス停を新設。瑞浪中央線と山田線と土岐線と萩原線と釜戸＝大湫線と日吉線の「JA土岐支店前」バス停、萩原線の「稲津公民館」バス停、陶線の「陶小学校」バス停をそれぞれ「JA瑞浪支店前」「稲津コミュニティセンター」「陶駐在所」に改称。
- 2022年4月：時刻再編。土岐線と学校線の運行ルート変更。日吉線の「南垣外」バス停、釜戸＝平山線の「仮論栃」バス停を廃止。日吉線の「南垣外口」バス停を「南垣外」に改称。瑞浪市役所所有の日野　SKGーHX9JLBEの2台が老朽化のため廃止及び売却。日野　2DGーHX9JLCEの2台が平和コーポレーション株式会社所有として購入。
- 2023年4月：時刻再編。陶線の「釜の洞」バス停と「細久手団地」バス停を廃止。萩原線の「上山田」バス停を廃止。土岐線と釜戸＝大湫線の「桜堂きなぁた瑞浪」バス停を「桜堂」に改称。また、ダイヤ時間を変更。
- 2024年4月：時刻再編。山田線の両系統の運行順を「明賀台ふれあい公園→明賀台わらべ公園」に変更。釜戸＝平山線の上り始発を「平山口」バス停から「滝上」バス停に変更。釜戸＝平山線の「佐々良木」バス停を廃止。釜戸＝大湫線の「旧釜戸郵便局前」「竜吟の滝」バス停を廃止。釜戸＝大湫線の「町屋」バス停を新設。また、ダイヤ時間を変更。
- 2025年4月：時刻再編。瑞浪中央線の「JA上野町支店前」バス停を「旧JA上野町支店前」に改称。